# Iglesia del Arcángel Rafael
La Chiesa dell'Angelo Raffaele (inglés: "Church of the Angel Raphael") es una iglesia de Venecia, en el norte de Italia, situada en el sestiere de Dorsoduro. La iglesia de San Raffaele Arcangelo es una de las dos únicas iglesias de Venecia que se pueden recorrer a pie. Se encuentra en el barrio de Dorsoduro, cerca de la parada de autobús acuático de San Basilio.

## Historia
Según la tradición, esta iglesia fue una de las ocho fundadas en Venecia por San Magnus de Oderzo. La iglesia sufrió incendios en 889, 1106 y 1149, siendo reconstruida en cada ocasión. A principios del siglo XVII, el edificio estaba en mal estado, por lo que fue demolido y reconstruido. Las obras se terminaron en 1743-49.
La planta de la iglesia es de cruz griega, y la fachada da a un canal menor que lleva el nombre de la iglesia, el río dell'Angelo Raffaele. El interior alberga esculturas de Sebastiano Mariani y Michelangelo Morlaiter. Entre las estatuas hay una del arcángel Rafael guiando a un niño con un pez; el arcángel era el patrón de los pescadores.
El techo central de la nave y del baptisterio tiene una decoración de Francesco Fontebasso. El órgano actual fue construido en 1821 por los hermanos Antonio y Agostino Callido, hijo del organero más famoso, Gaetano Callido. Fue restaurado por Giacomo Bazzani y sus hijos en 1848, y más recientemente por la familia Tamburini.
Esta pequeña iglesia se encuentra en un rincón lejano de Venecia; es más conocida por las puertas del órgano pintadas que representan la Historia de Tobías, atribuidas al vedutista de finales del siglo XVIII Gianantonio Guardi. Aunque Guardi también es conocido por sus brumosas vistas de la laguna de Venecia, en esta pintura religiosa la escena estalla con pinceladas centelleantes. Es una demostración de que la escuela veneciana aún tenía un destello de originalidad. El mundo de la "pittura di tocco" (pintura de toque) de estos cuadros existe en un mundo en el que las nubes y los cuerpos están emplumados de color. Unos últimos fuegos artificiales de pintura salpicados apenas unas décadas antes de que las verdaderas ráfagas de metralla napoleónica fueran escuchadas por el último Dux.
Otras obras en la iglesia son:
- Asunción de la Virgen por Andrea Vicentino (primer altar a la derecha)
- San Francisco recibe los estigmas de Palma il Giovane (segundo altar a la derecha)
- Última cena de Andrea del Friso
- La Última Cena de Bonifacio Veronese
- San Alvise Bishop con los santos Sebastián, Jerónimo y Juan el evangelista de Francesco Fontebasso
- El centurión ante Cristo de Andrea del Friso
- Santa Elena encuentra la Vera Cruz de Giovanni Battista Zelotti

## Exterior

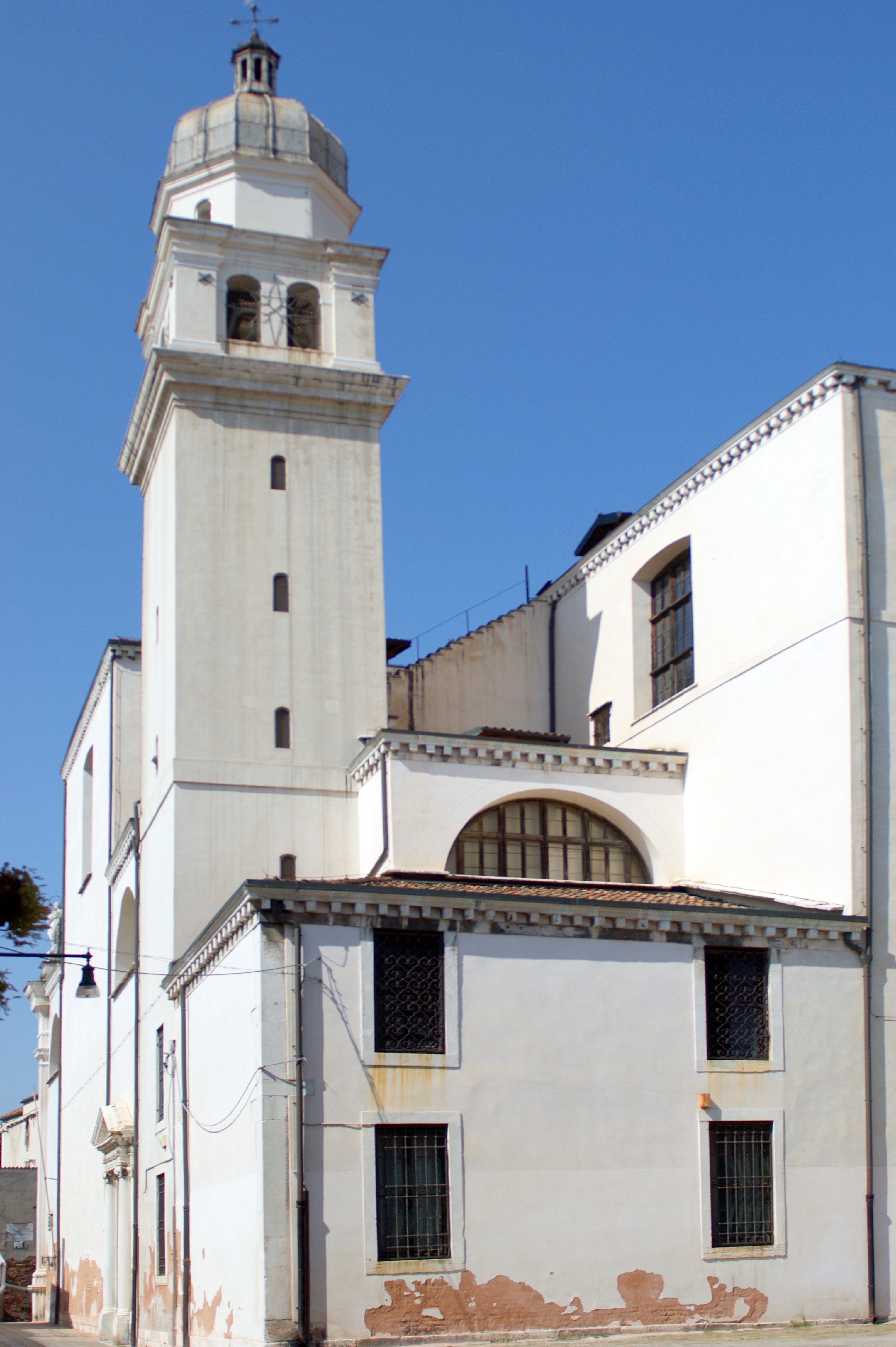
Campanario y ábside
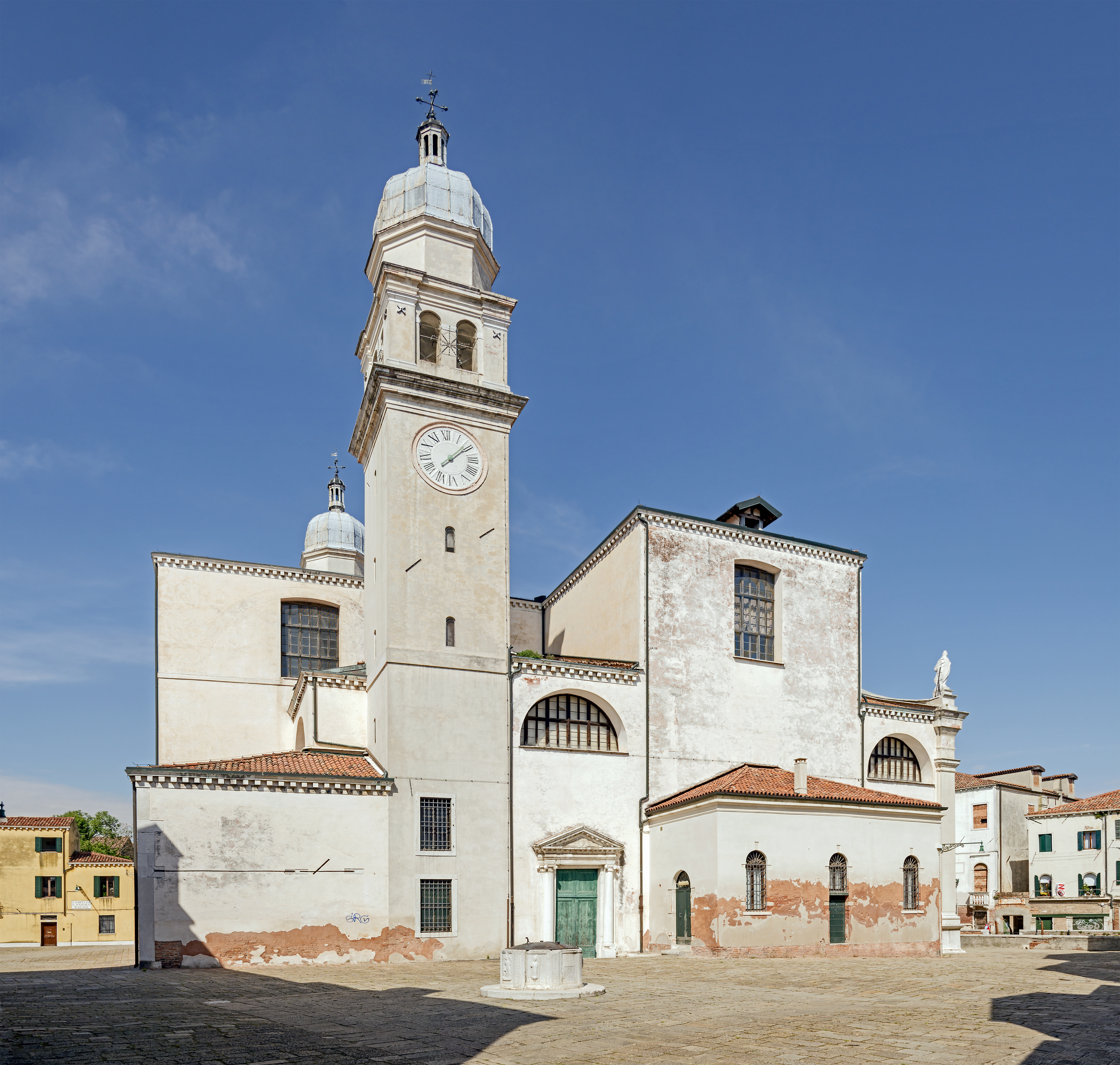
Vista desde el Campo dietro il Cimitero
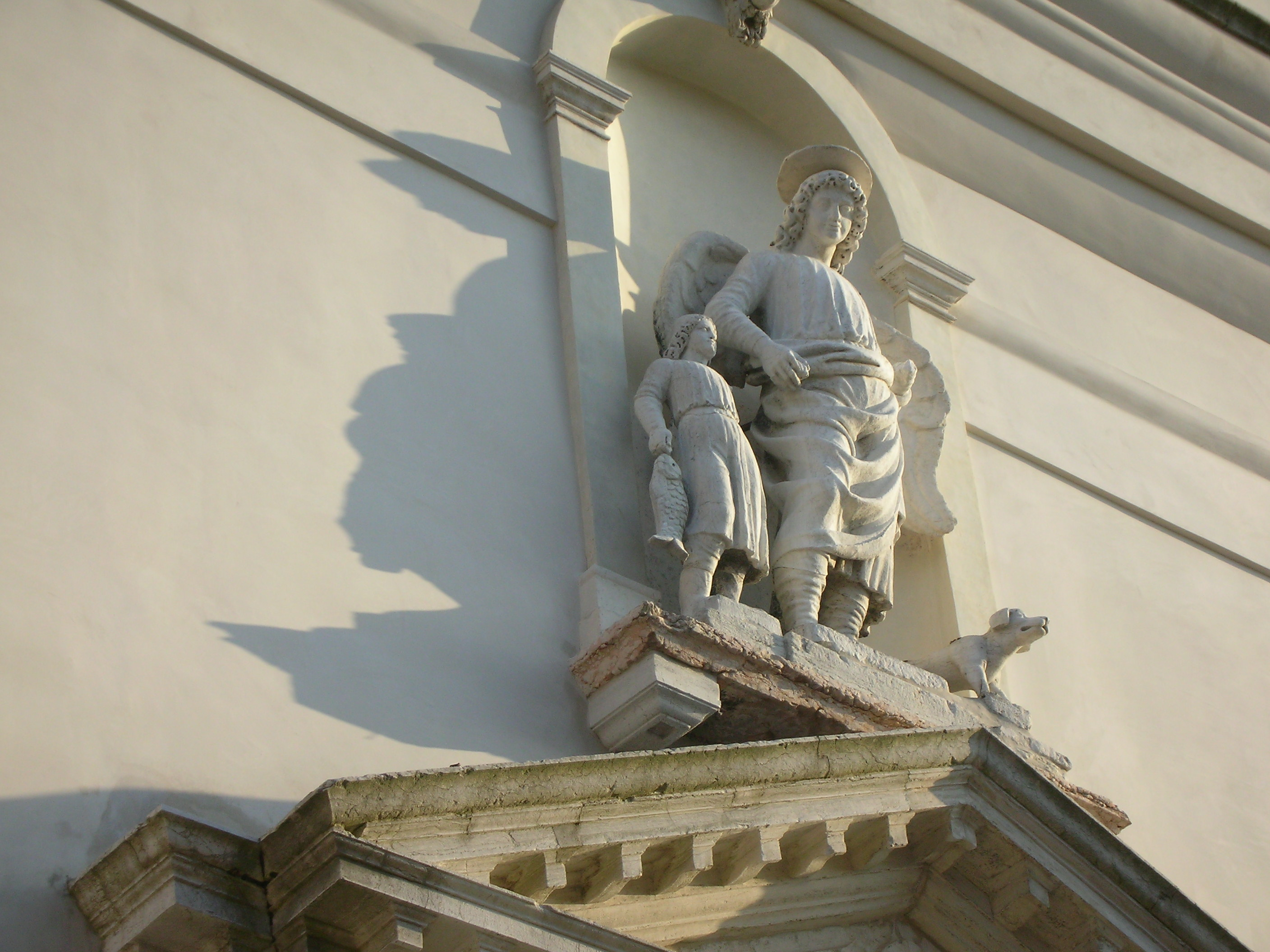
Estatuas de Tobias y Rafael sobre la entrada.

## Interior

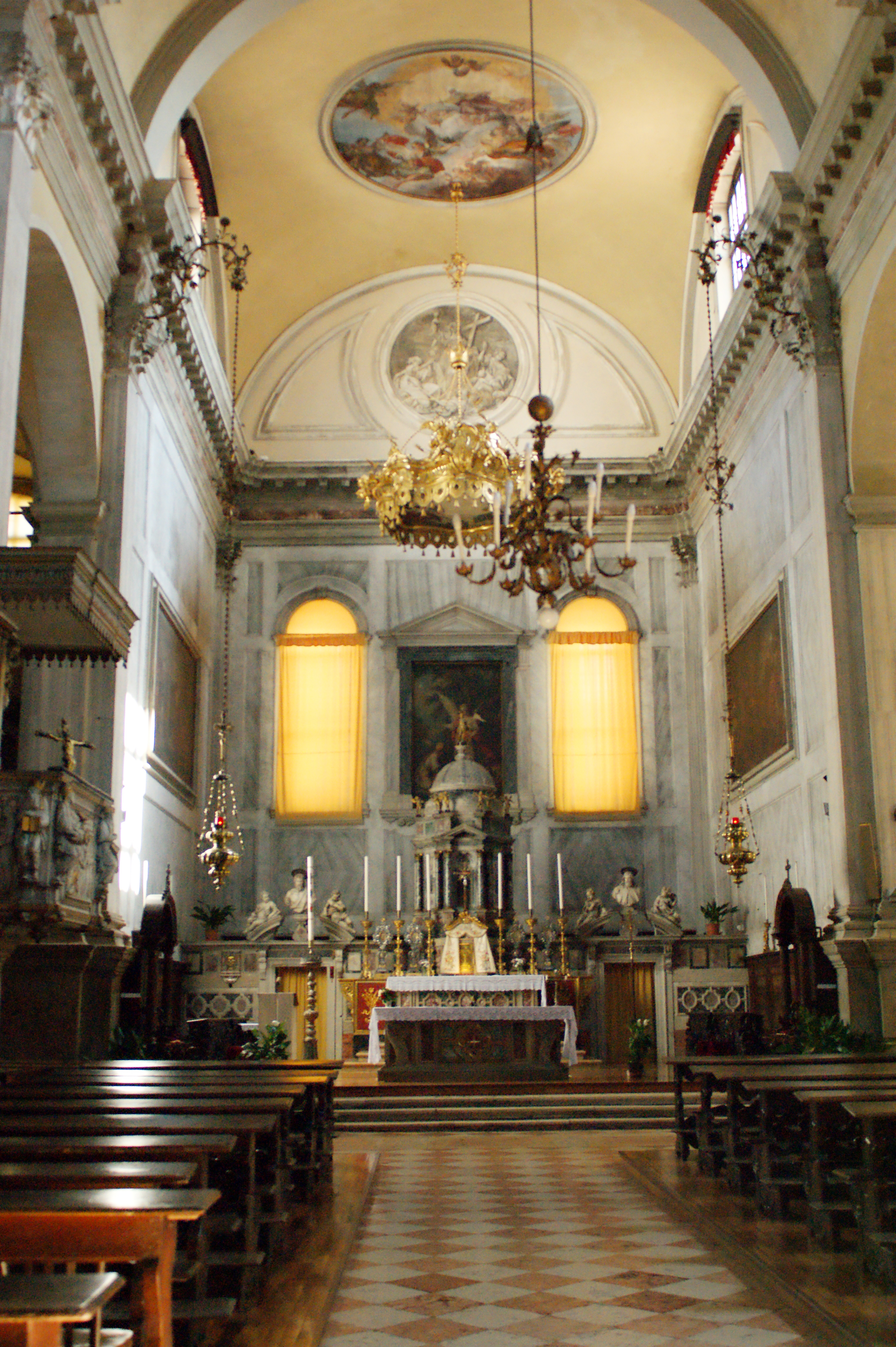
Interior
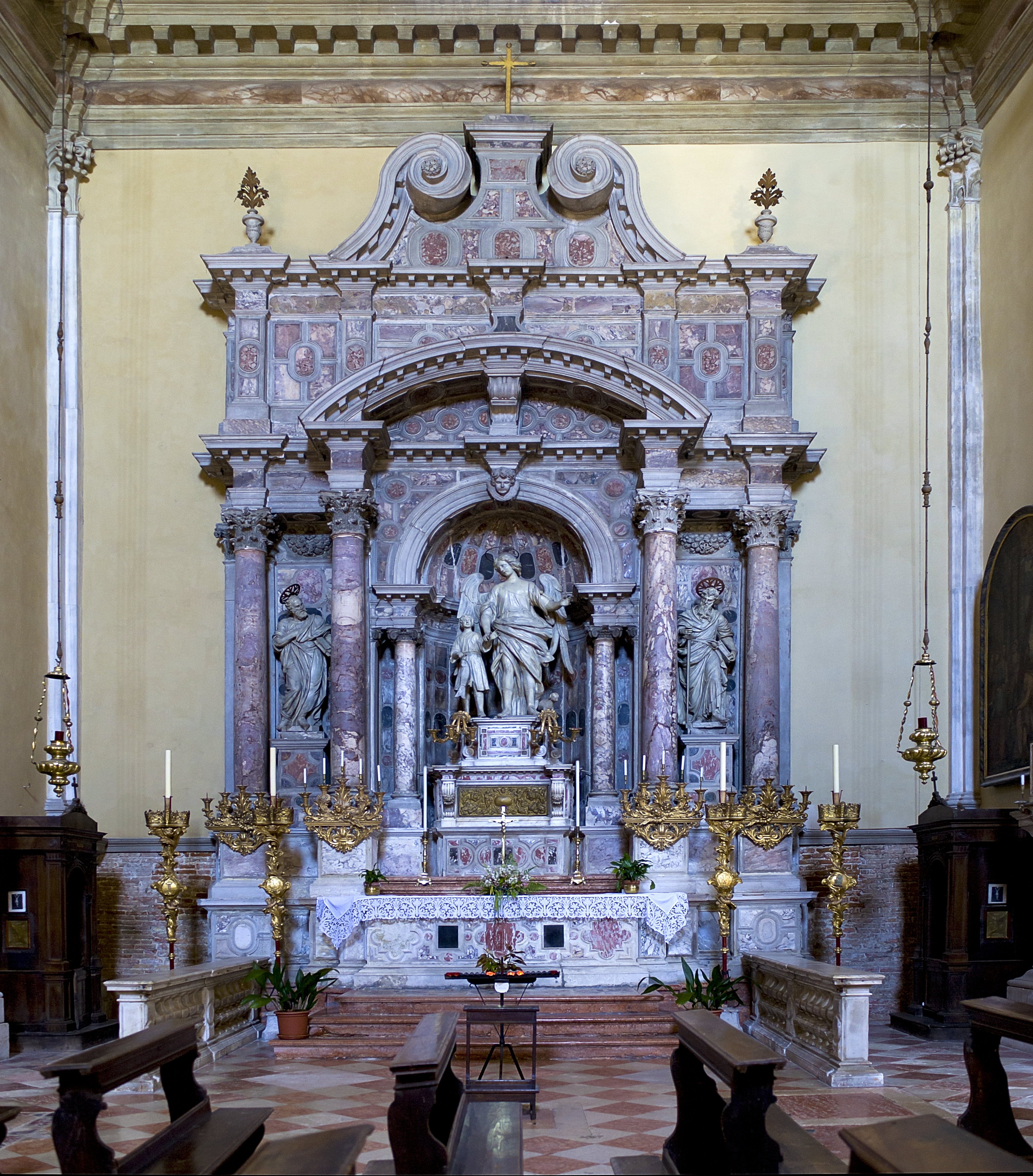
Altar de El Arcángel Rafael
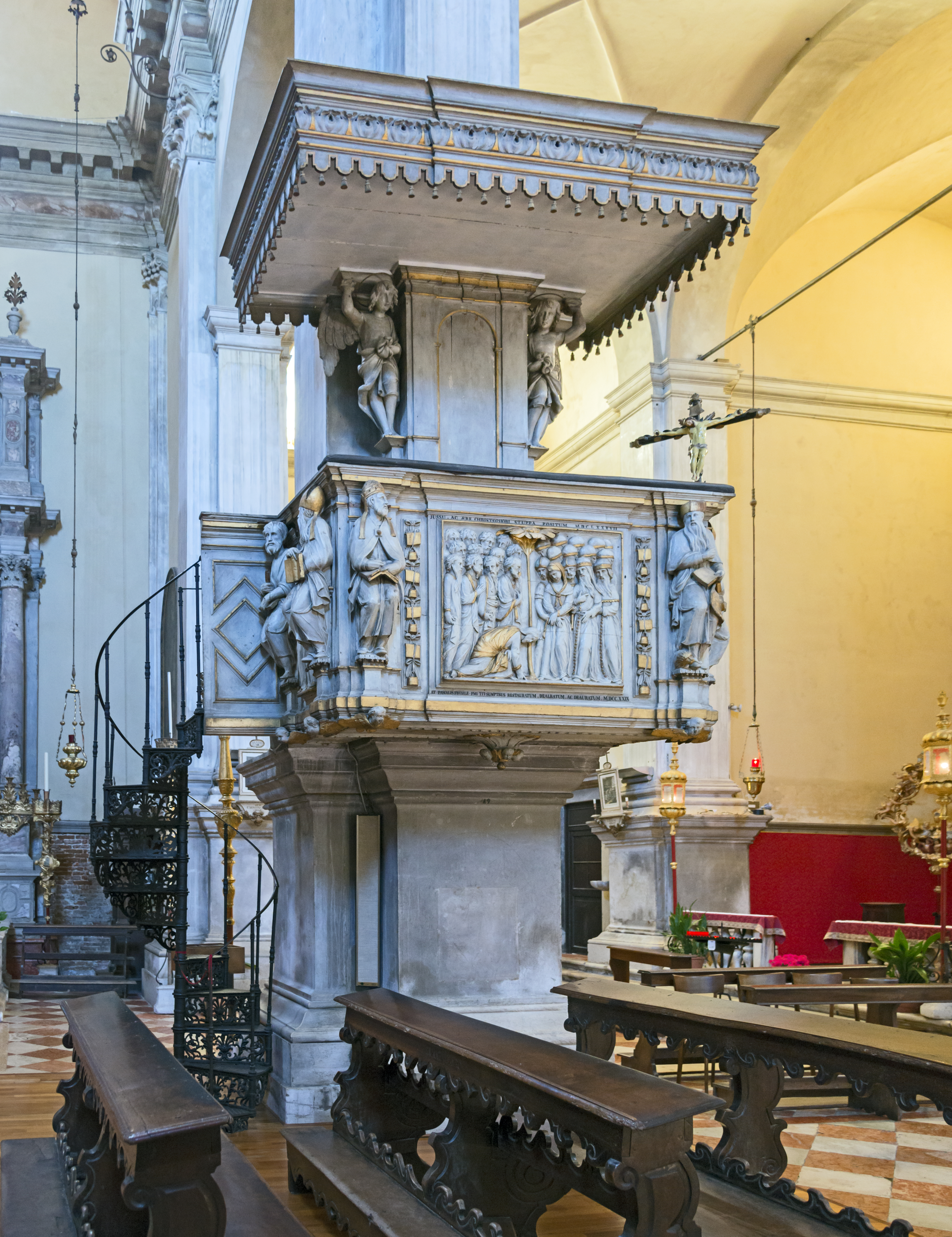
Púlpito
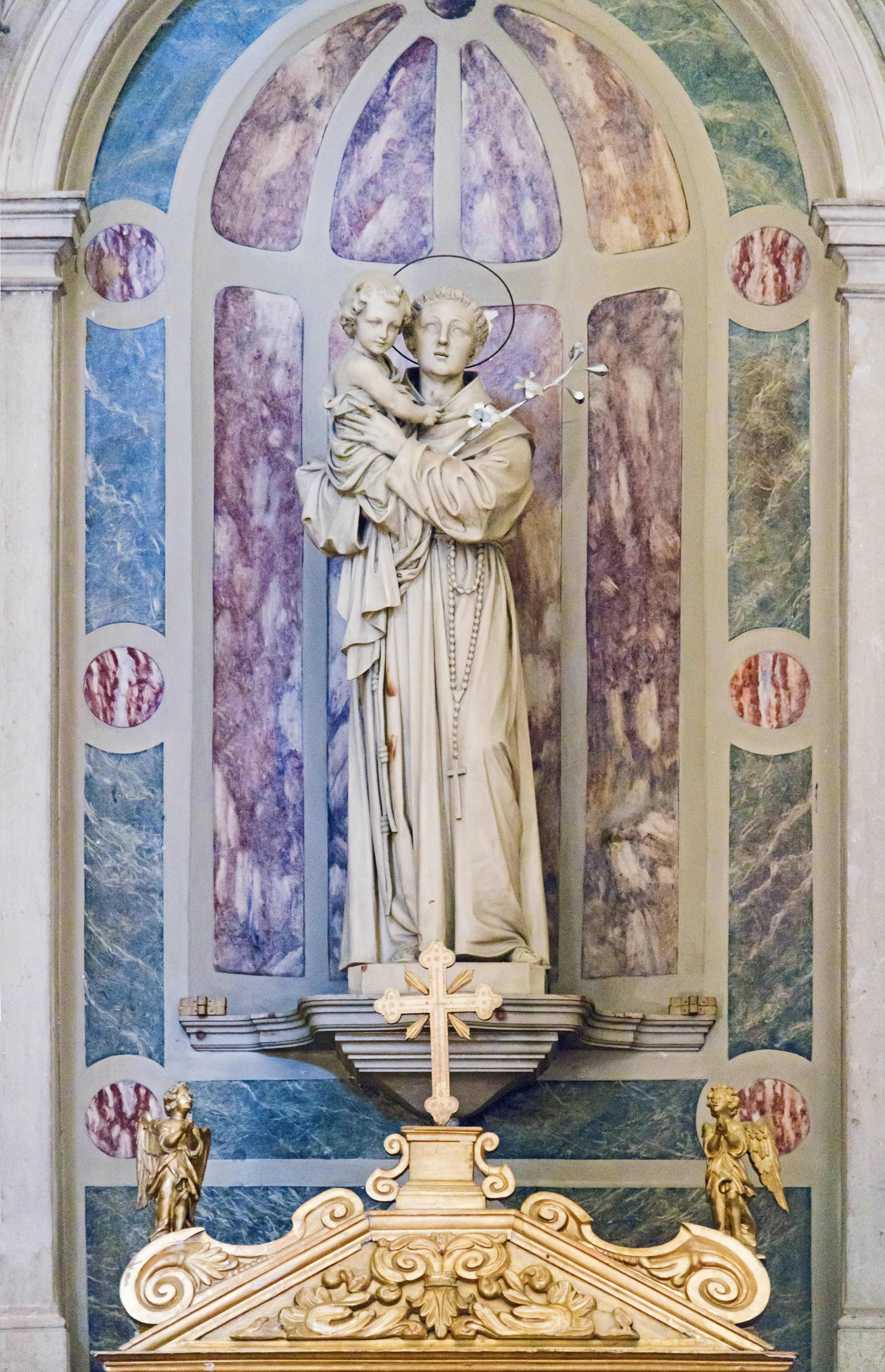
Capilla de San Antonio de Padua
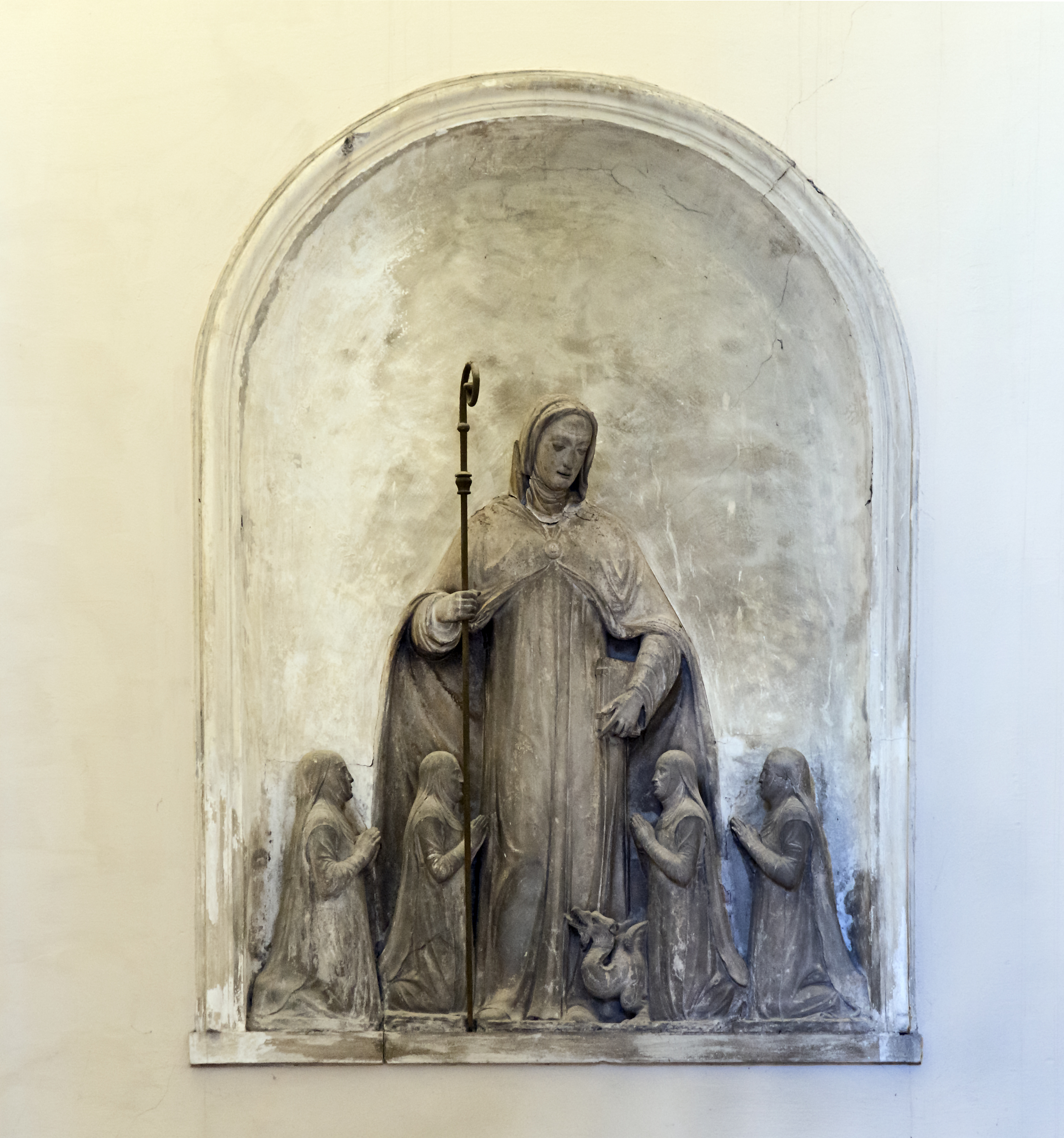
Virgen de la Merced - siglo XV
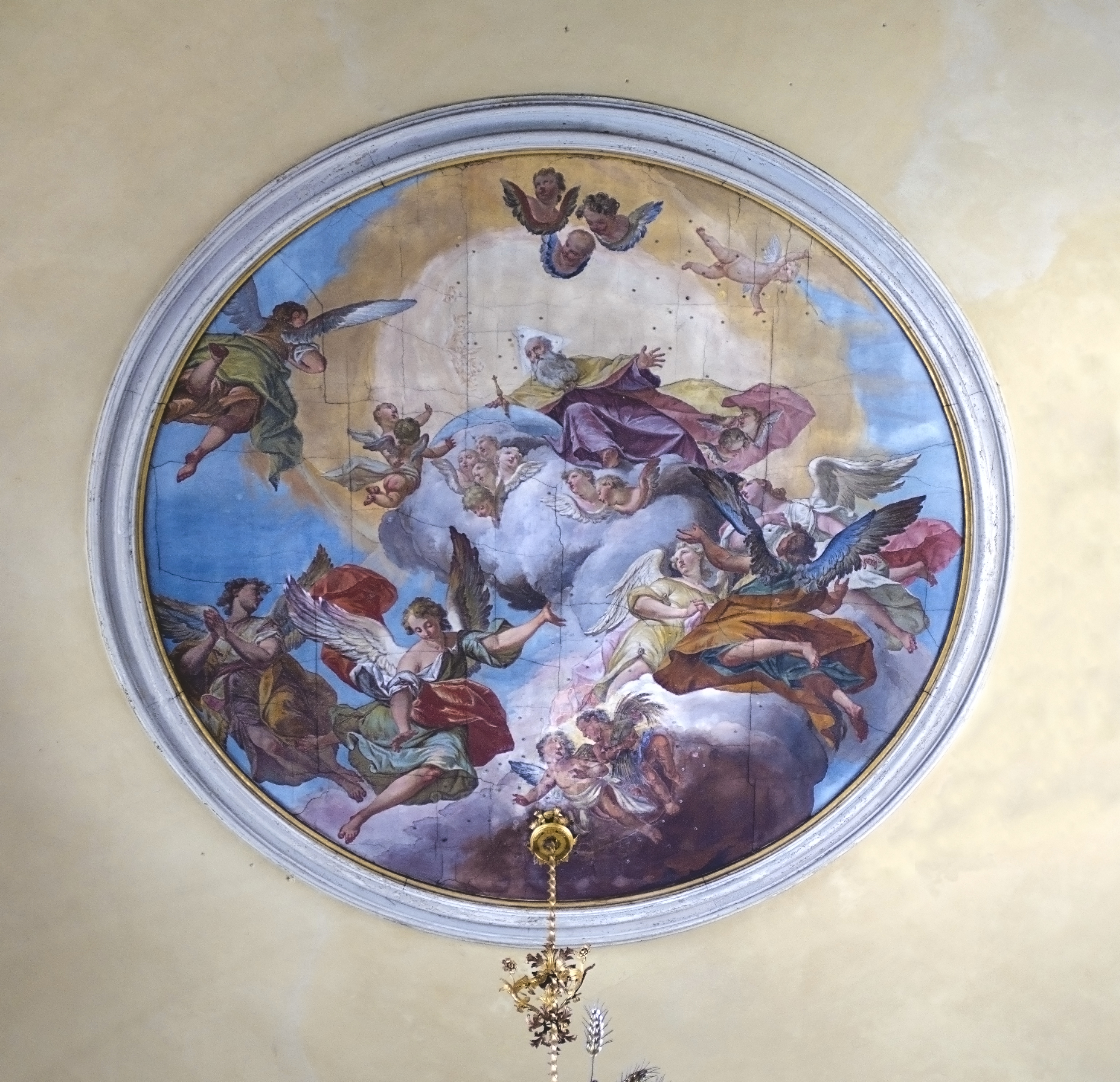
Cielo del Coro
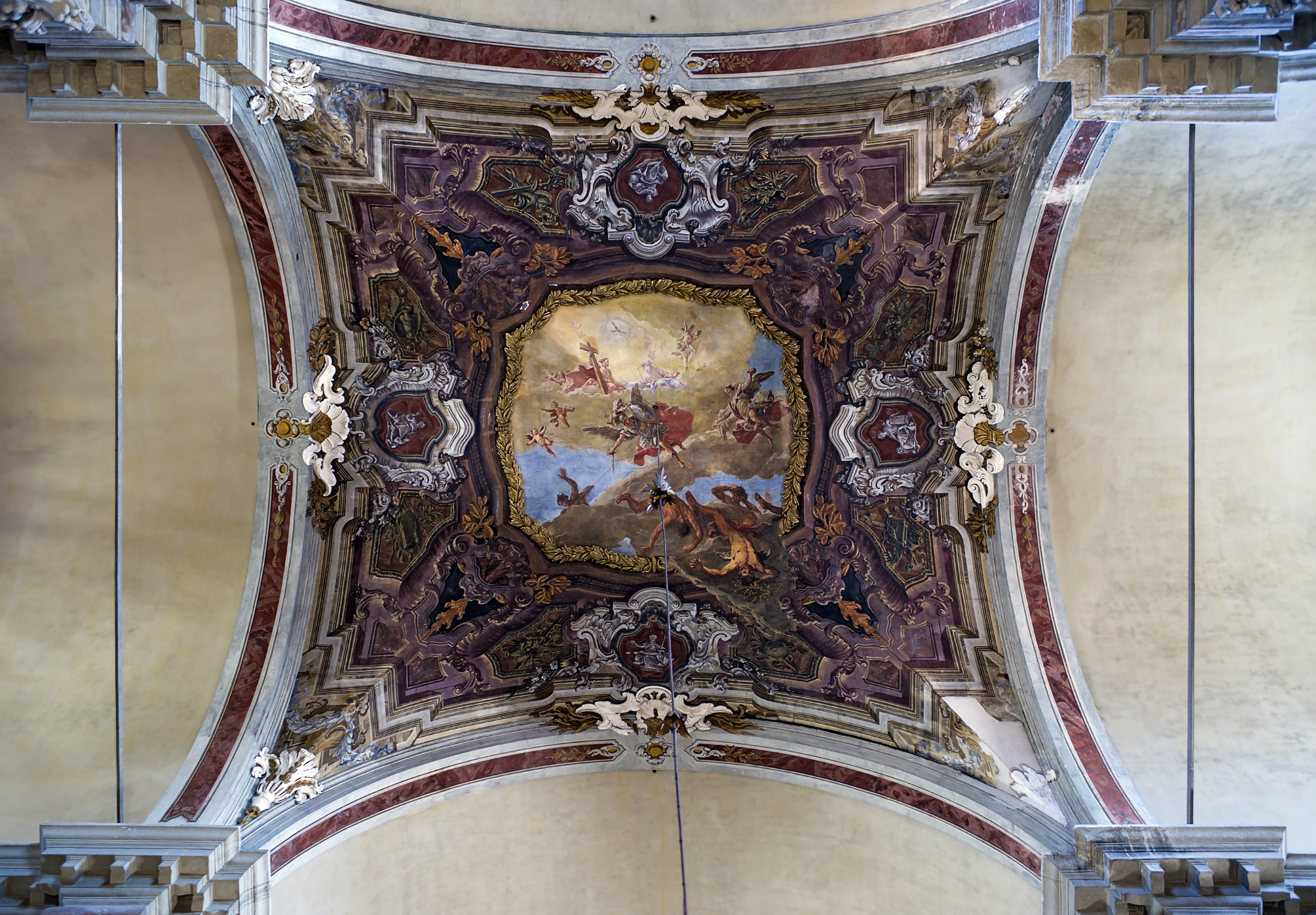
Cielo (Bóveda)
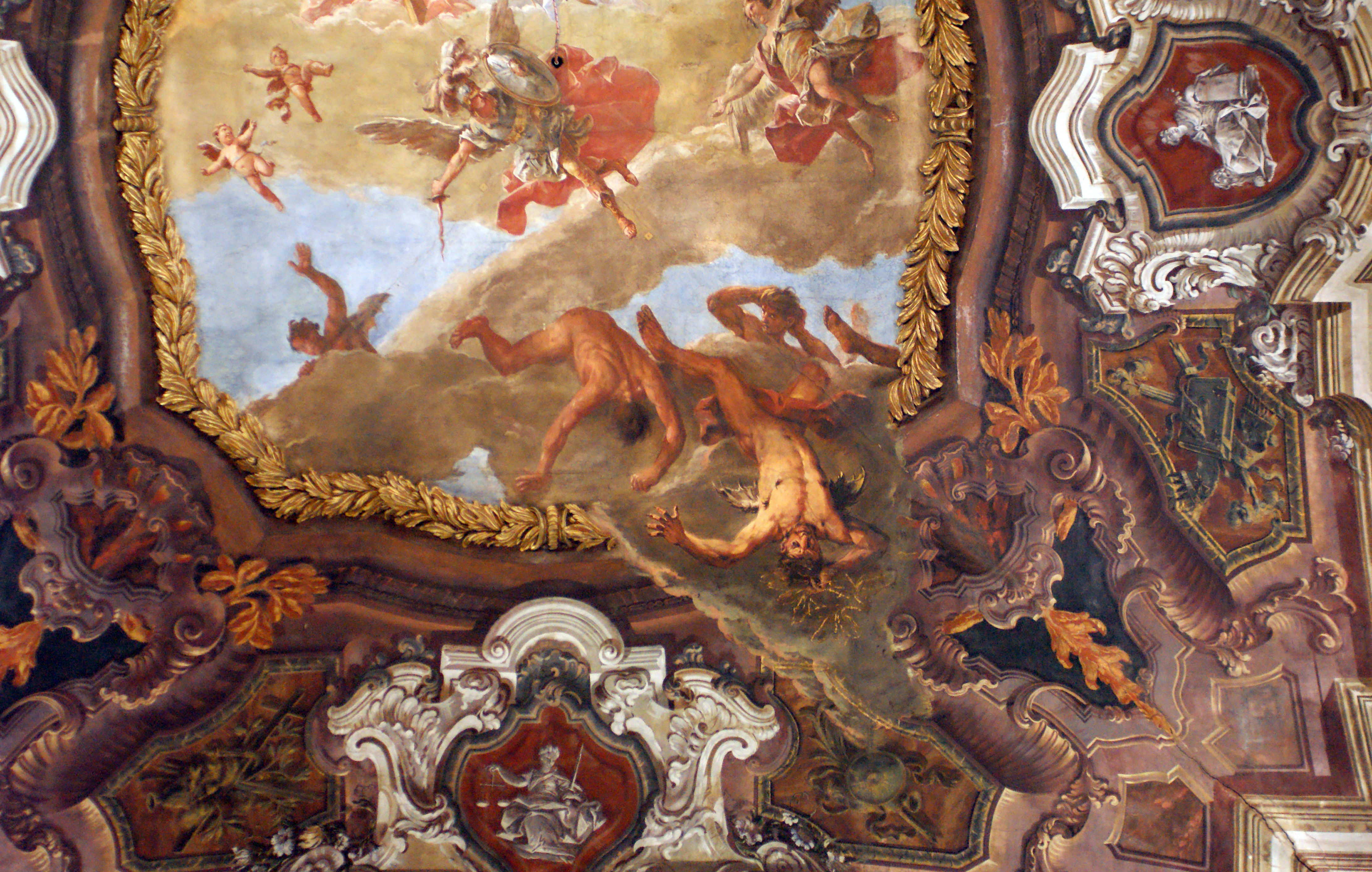
Detalle de la bóveda
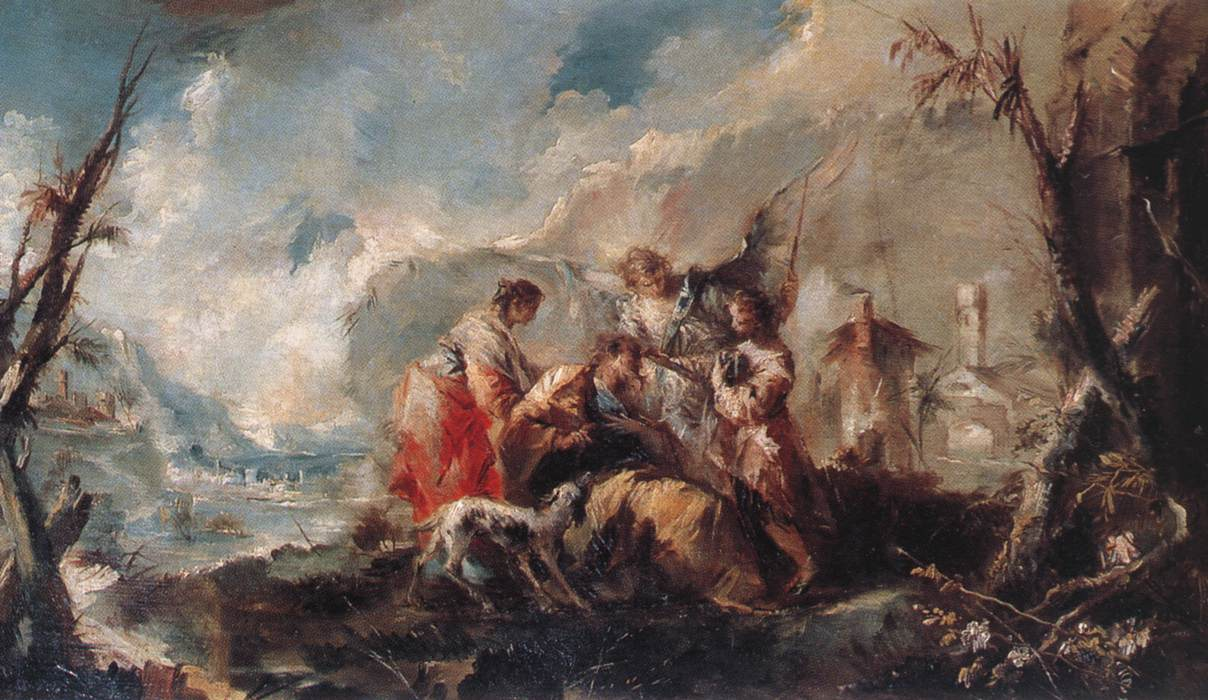
Curación del padre de Tobías